# Kira Leśnicka
Kira Leśnicka – osiedle podhalańskiej wsi Kościelisko, leżące pomiędzy dolinami Kościeliską i Lejową w Tatrach Zachodnich, w pobliżu Kir. W XVI w. na mocy nadań królewskich było własnością sołtysów wsi Leśnica na wschodnim Podhalu i stąd pochodzi druga część nazwy tego osiedla. Dawniej była to koszona i wypasana polana, obecnie jest to w większości zabudowane osiedle i wraz z sąsiednią Niżnią Kirą Miętusią określane jest potocznie nazwą Kiry.
Znajduje się tutaj ośrodek turystyczny – bary, pokoje noclegowe dla turystów i narciarzy, a także kaplica Matki Boskiej Gietrzwałdzkiej. Przez osiedle biegnie szosa z Zakopanego do Witowa i dalej (do Chochołowa i Czarnego Dunajca).

## Szlaki turystyczne
– znakowany zielono szlak z Siwej Polany u wylotu Doliny Chochołowskiej przez polanę Biały Potok do Kir, a stąd już dalej jako oznaczona na czarno Droga pod Reglami wzdłuż granicy lasu do Zakopanego.
- Czas przejścia z Siwej Polany do Kir: 50 min w obie strony
- Odległość z Kir do wylotu Doliny Małej Łąki: 3,0 km.

## Przypisy

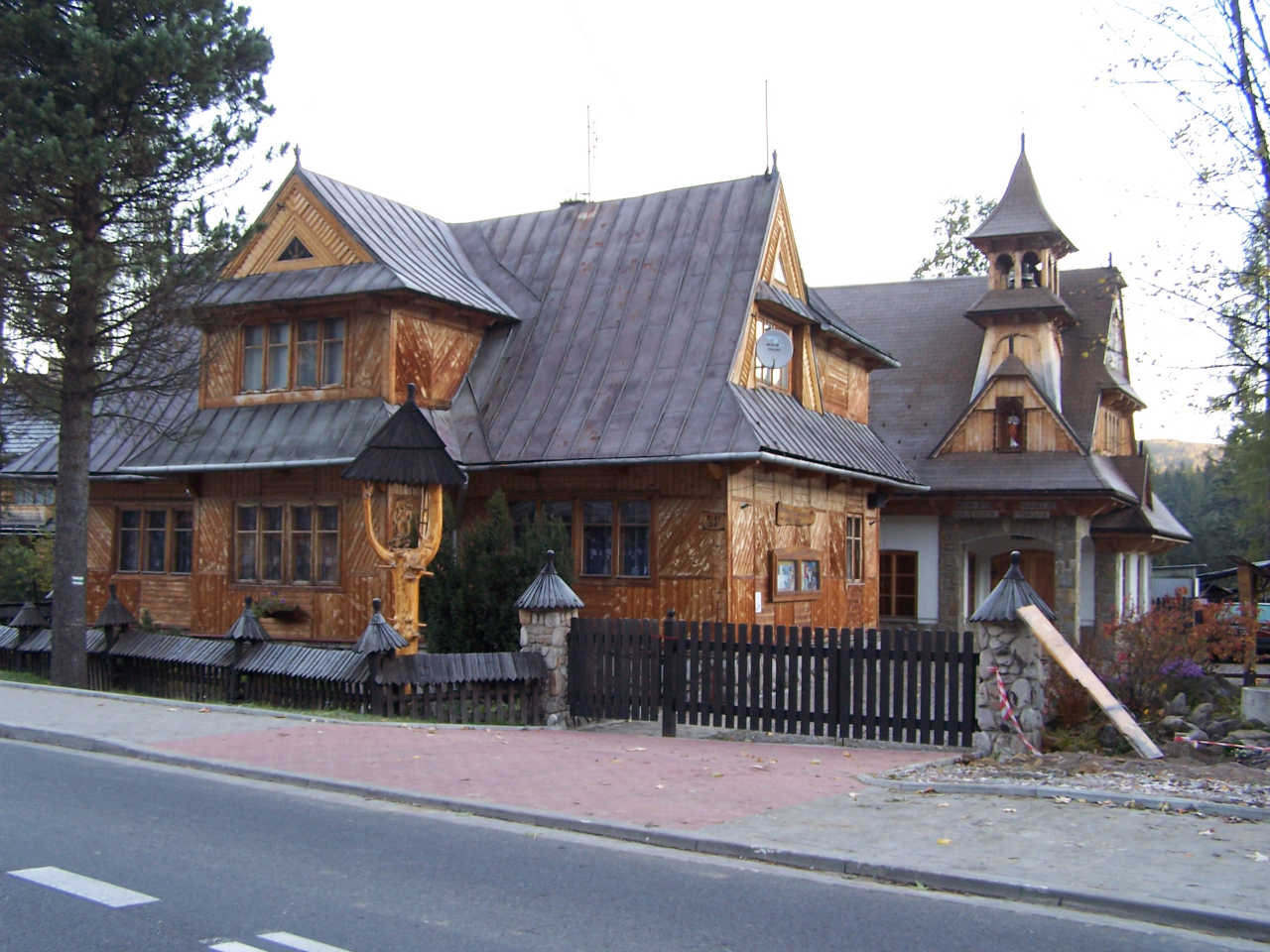
Kaplica Matki Boskiej Gietrzwałdzkiej